# لاله واژگون اسکارلت
لاله واژگون اسکارلت (نام علمی: Fritillaria recurva) نام یک گونه از سرده لاله واژگون است.